# 矢尾百貨店
座標: 北緯35度59分33秒 東経139度04分47秒 / 北緯35.99259325433度 東経139.07961788449度
株式会社矢尾百貨店（やおひゃっかてん、英語：Yao departmentstore Co.,Ltd.）は、埼玉県秩父市に本社と店舗をもつ、日本の百貨店。

## 沿革
1749年（寛延2年）、近江商人の矢尾喜兵衛が秩父へ移り、地元の松本家から土地と酒蔵を借り受けて酒造業を創業、枡屋喜兵衛の商号で以降事業を拡張して呉服、食料品、雑貨類を販売するようになり、さらに、天保年間（1831年 - 1845年）には秩父絹（太織）の買継業を手がけるようになった。
1880年（明治13年）、皆野支店を開設。
1910年（明治43年）、合名会社矢尾商店として法人化。
1924年（大正13年）、埼玉県最初の三階建て鉄筋コンクリート店舗が完成。
1950年（昭和25年）、株式会社矢尾商店に改組。
1970年（昭和45年）、百貨店営業許可を受けて増床し、1975年（昭和50年）と1982年（昭和57年）にもさらに増床、また皆野店も1972年（昭和47年）と1979年（昭和54年）に増床をおこなった。
1982年（昭和57年）、酒部卸部門と商事部を秩父市日野田町へ移転。
1988年（昭和63年）、株式会社矢尾百貨店に商号変更。酒造、卸部門を株式会社矢尾本店として分離。
2001年（平成13年）、ベスト電器ヤオ秩父店を中町に開店。

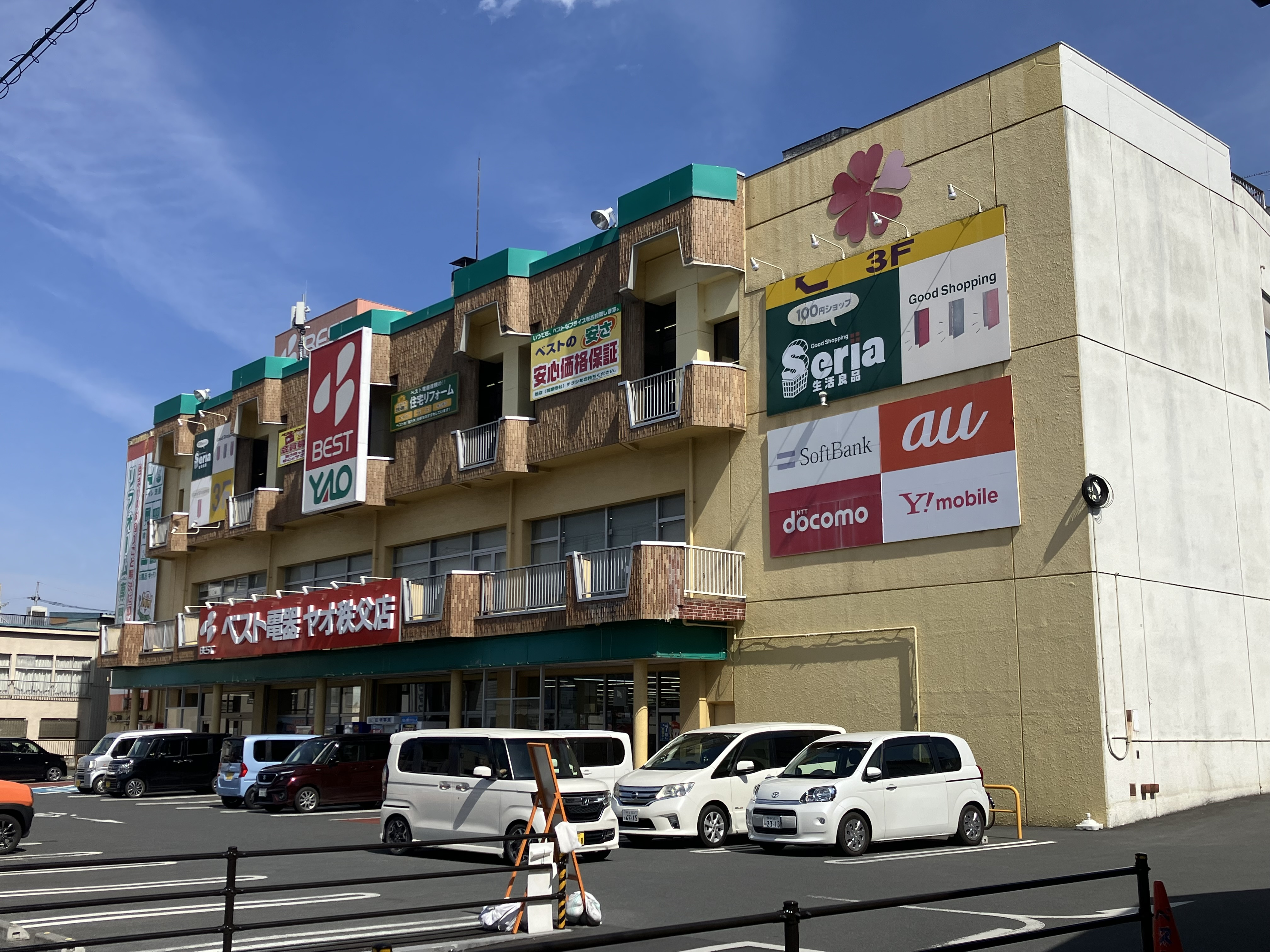
ベスト電器ヤオ秩父店、2024年3月撮影。

2004年（平成16年）、皆野店を改装し、みなの矢尾家具インテリア館を開店。
2017年（平成29年）8月、皆野店を閉店。

## 関連企業
- 株式会社矢尾本店
- 株式会社矢尾友の会
- 株式会社メモリアル秩父